# Медицинска драма
Медицинската драма е серийна драматична телевизионна продукция, в която фокусът на събитията е върху болничния персонал, бърза помощ или друга медицинска среда. В Съединените щати един такъв сериал трае около 45 минути и най-често действията се развиват в болница. В повечето сериали има поне няколко серии, в които действието е извън болницата (най-често в домовете на героите), за да покаже някои аспекти от личния им живот, например романтична връзка между двама лекари.

## Списък с медицински сериали

### В САЩ
- Военнополева болница (1972 – 1983)
- Д-р Куин Лечителката (1993 – 1998)
- Спешно отделение (1994 – 2009)
- Смешно отделение (2001 – 2010)
- Клъцни/Срежи (2003 – 2010)
- Д-р Хаус (2004 – 2012)
- Анатомията на Грей (2005 –)
- Частна практика (2007 –)
- Скрити доказателства (2011 –)
- Емили Оуенс М.Д. (2012 –)
- Добрият доктор (2017 – )

### В България
- Клиника на третия етаж (1999 – 2000)
- Откраднат живот (2016 – 2021)

### В Южна Корея
- Вяра (2012)
- Кралският лекар (2012 – 2013)
- Добрият доктор (2013)
- Медицински топ екип (2013)
- Аварийна двойка (2014)
- Кралският лекар (2014)
- Доктор непознат (2014)
- Всичко е наред, това е любов (2014)
- Убий ме, излекувай ме (2015)
- Кръв (2015)
- Йонг Пал (2015)
- Лекари (2016)
- Романтичен лекар, учител Ким (2016 – 2017)
- Болничен кораб (2017)
- Доктор Джон (2019)
- Романтичен лекар, учител Ким 2 (2020)
- Болничен плейлист (2020)